# In the Window Recess
In the Window Recess è un cortometraggio muto del 1909 diretto da David W. Griffith. Prodotto e distribuito dalla Biograph Company, il film - girato nel New Jersey, a Fort Lee - uscì nelle sale il 29 novembre 1909.

## Trama
Un galeotto evaso trova rifugio nella casa di Wallace, un ufficiale di polizia. Presa in ostaggio la bambina di Wallace, minaccia la madre di modo che lei non lo denunci. Quando il poliziotto rientra a casa, vede un cappello maschile all'ingresso e si accorge che sua moglie è stranamente agitata. Sospettando una tresca, si mette a perquisire la casa, con la moglie - impossibilitata a parlare - sempre più tormentata per paura di quello che può succedere alla sua bambina. Wallace scopre finalmente l'uomo nascosto che, preso di sorpresa, viene catturato e consegnato alle guardie carcerarie che lo riporteranno in cella.

## Produzione
Il film fu prodotto dalla Biograph Company. Venne girato a Fort Lee, nel New Jersey, la località dove si trovava la sede principale della compagnia di produzione.

## Distribuzione
Distribuito dalla Biograph Company, il film - un cortometraggio di 103 metri - uscì nelle sale cinematografiche statunitensi il 29 novembre 1909. Nelle proiezioni, veniva programmato con il sistema dello split reel, accorpato in un'unica bobina con un altro cortometraggio prodotto dalla Biograph e diretto da Griffith, The Trick That Failed.